# Dendrobium bilobulatum
Dendrobium bilobulatum là một loài thực vật có hoa trong họ Lan. Loài này được Seidenf. mô tả khoa học đầu tiên năm 1985.